# 黃君豪
黃君豪（英語：Chun-Hao Huang，生於台灣台北，成長於台灣台南，現居舊金山。為基因編輯人工智慧公司創辦人及執行長。

## 經歷
台灣大學化學和植物病理與微生物學系雙學士，在史考特·羅威及查理斯·謝爾的指導下取得康乃爾大學醫學院及紀念斯隆-凱特琳癌症中心癌症生物學博士。於加州大學柏克萊分校博士後研究員期間，在詹妮弗·杜德纳的指導下進行基因調控研究和科技開發。發現肝癌、炎症性腸病的治療和預防之標靶基因，並以機器學習和人臉辨識技術找出有效抑制全基因組表達的RNAi序列。2014年獲選Robert Bosch Stiftung年輕學者參加林島諾貝爾獎得主大會，同年獲選美國癌症研究學會年輕學者獎。2017年獲得美國癌症研究學會基礎癌症研究獎學金、美國肝臟基金會肝炎研究獎學金，並獲選永續發展目標傑出青年(Sustainable Development Goals （页面存档备份，存于） Talent)，到丹麥參與第一屆UNLEASH Innovation Lab為聯合國永續發展目標創造可實施和擴展的解決方案，並獲得優勝。
2016 年獲得Google和Genentech獎學金專攻生醫科技並畢業於稱為 Google 未來學院的奇點大學，是由Google、美國國家航空暨太空總署（NASA）以及精英科技界專家在矽谷聯合建立的一所新型大學，旨在解決“人類面臨的重大挑戰”。在奇點大學Global Solutions Program (GSP) 期間共同創辦了臨床人工智慧公司。2017年入圍國家地理雜誌追尋天才的決賽、並被MIT Technology Review選為2018年亞洲35歲以下最頂尖的十位創新者。

## 外部連結
- Researchers Uncover Potential Target for “Undruggable” Form of Liver Cancer （页面存档备份，存于）
- Making a Splash: Researchers Apply Face-Detection Technology to the Study of Genes （页面存档备份，存于）
- What the World Could Look Like in 2040
- How the Intelligent Home of the Future Will Care For You （页面存档备份，存于）
- The winners of UNLEASH LAB 2017 have been found （页面存档备份，存于）
- UNLEASH LAB 2017 Winners of Health （页面存档备份，存于）
- National Geographic CHASING GENIUS: A global health monitoring platform for sensing cancer （页面存档备份，存于）
- MIT Technology Review announces 2018’s 10 ‘Innovators Under 35 Asia’ （页面存档备份，存于）
- Asia’s top 10 innovators under 35 have been revealed for 2018 – and here they are （页面存档备份，存于）
- Top 10 Innovators Under 35 in Asia （页面存档备份，存于）